# Садовая (Кудымкарский район)
Садовая (ранее Квать-Пелев) — деревня в Кудымкарском районе Пермского края. Входила в состав Верх-Иньвенского сельского поселения. Располагается юго-западнее от города Кудымкара. Расстояние до районного центра составляет 36 км. 

## История
Ранее деревня Садовая носила название Квать-Пелев. По данным на 1 июля 1963 года, в деревне проживало 157 человек. Населённый пункт входил в состав Деминского сельсовета.

## Население
| 2010 |
| ---- |
| 49   |

По данным Всероссийской переписи населения 2010 года, в деревне проживало 49 человек (24 мужчины и 25 женщин).